# På vingar av ljus
På vingar av ljus är en psalm vars text är skriven av John L. Bell och Graham Maule, den översatt till svenska av Victoria Rudebark. Musiken är skriven av Thainaky och John L. Bell.

## Publicerad som
- Nr 879 i Psalmer i 2000-talet under rubriken "Jesus Kristus - människors räddning".